# Діонісій Ареопагіт
Діонісій Ареопагіт (грец. Διονύσιος ο Αρεοπαγίτης) — учень апостола Павла (Дії 17:34) та перший єпископ міста Афіни, християнський святий, апостол з сімдесяти. Яскравий представник апофатичного богослов'я в християнстві.

## Життя

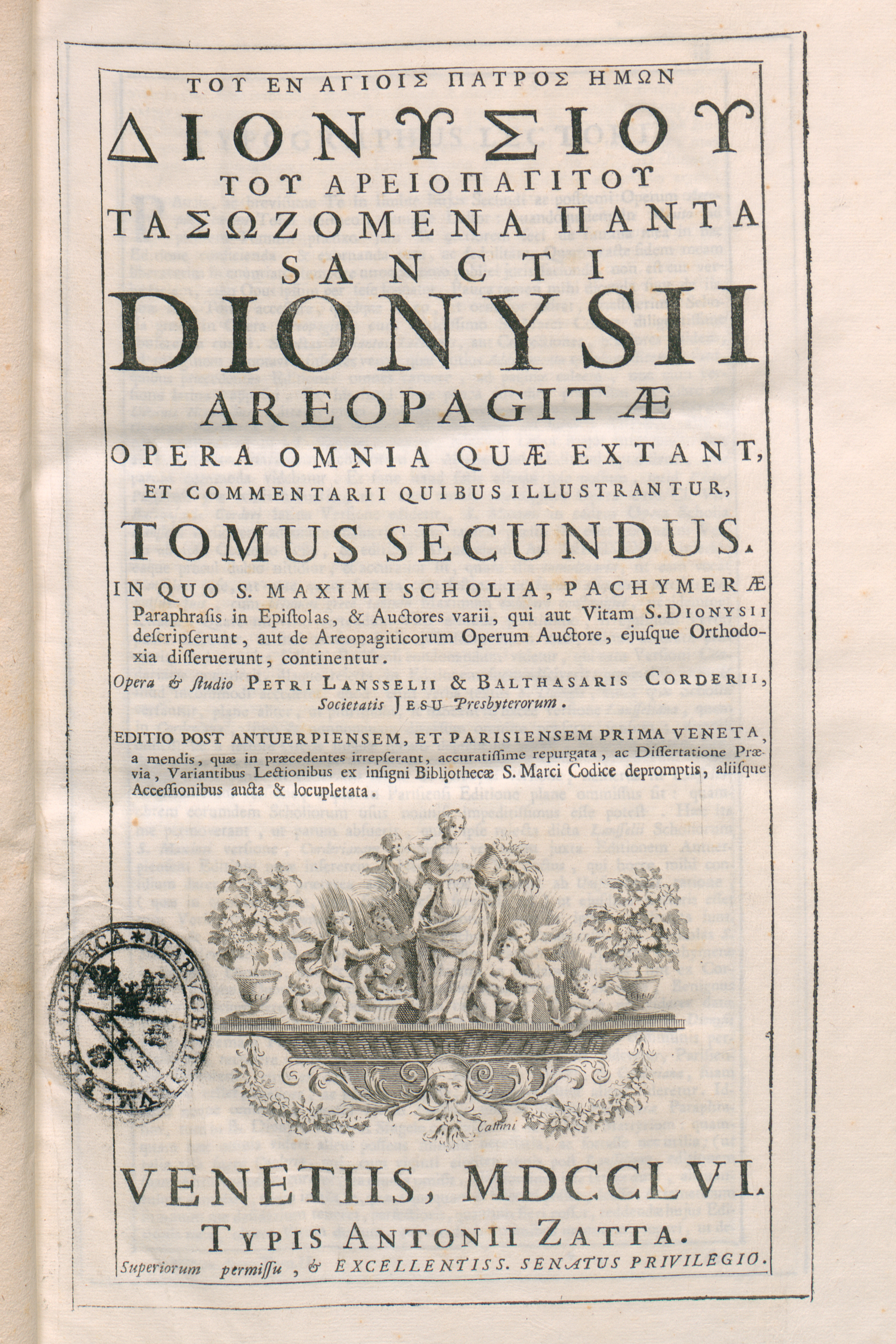
Opera omnia, 1756

95 року він був посланий папою Климентом І на чолі місії на проповідь у Галлію, де близько 96 року загинув внаслідок переслідувань, які велися за римського імператора Доміціана.

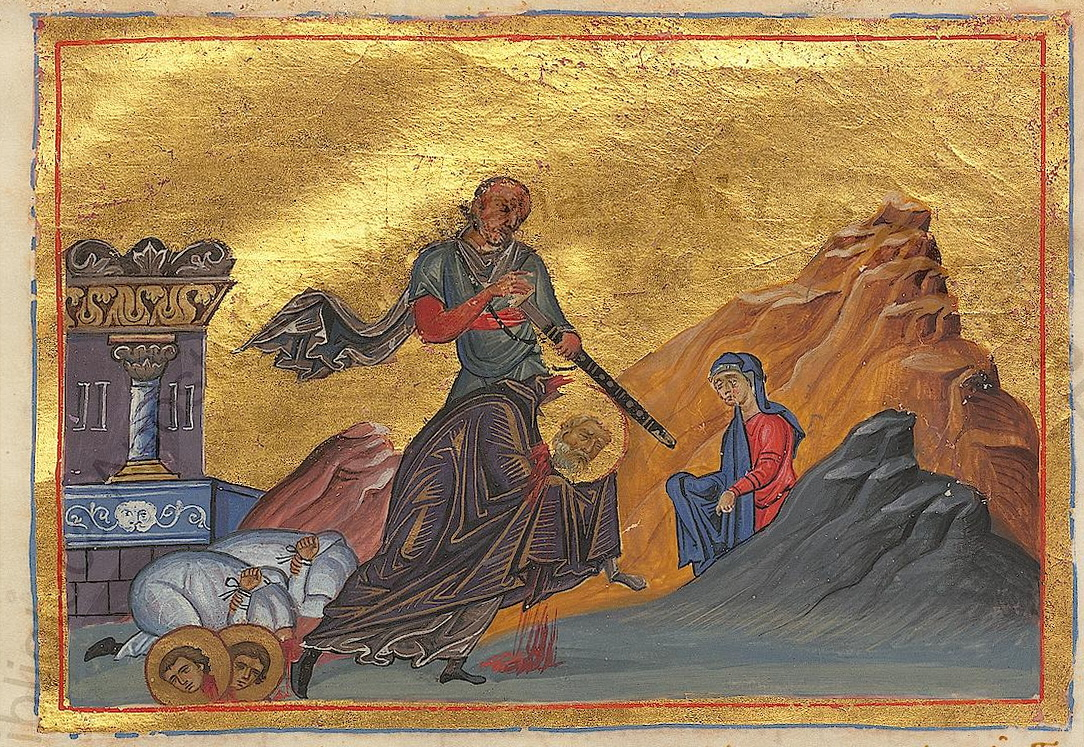
Мучеництво святих Діонісія Ареопагіта, Рустика та Елевтерія

Йому приписують псевдоепіграфічні твори V століття, які зазнали впливу неоплатонізму й мали значний влив на подальшу християнську філософію. Єдиної думки про авторство цих творів і точну дату їхнього створення немає. У науці ці тексти відомі як «Ареопагітики».

## Ототожнення з Діонісієм Паризьким
Питання про ототожнення Діонісія Ареопагіта та Діонісія Паризького, який жив у III столітті, фігурує в книзі Діянь апостолів. Воно було предметом дискусії церков про апостольське походження.
На Діонісія Ареопагіта як на незаперечний авторитет посилається Протопоп Авакум у своєму автобіографічному «житії»: «Цей Діонісій, навчений вірі Христовій від апостола Павла, живе в Афінах…».